# La seconda ombra
La seconda ombra è un film del 2000 diretto da Silvano Agosti.
Il film tratta le vicende legate a Franco Basaglia, direttore del manicomio di Gorizia e promotore della legge che porta il suo nome che ha rivoluzionato la concezione del malato mentale.

## Trama
Sotto la veste di fattorino quello che sarà il nuovo direttore del manicomio di Gorizia si rende conto delle condizioni in cui vivono i pazienti del manicomio.
Tra elettroshock, lobotomie, camicie di forza, percosse e clausura i malati mentali vivono in una raccapricciante situazione. Diventato direttore riesce a modificare il ruolo di operare dei medici e degli infermieri e migliorare le condizioni di vita dei pazienti. Sfrutterà l'ampio giardino dell'ospedale prima interdetto ai pazienti per passeggiate e pranzi all'aperto. Arriverà a proporre l'abbattimento del muro che divide i malati dal resto della società e così avverrà.

## Produzione
Gran parte del cast è composto da persone che hanno realmente lavorato o vissuto nei manicomi di Gorizia e Trieste.
Il titolo del film avrebbe dovuto essere "Il Muro", «perché io volevo raccontare questo momento fiabesco in cui Basaglia ha detto ai suoi 1200 ricoverati buttiamo giù il muro in modo che la gente veda cos'è il manicomio, e ho costruito questa fiaba di questi straordinari personaggi che decidono di buttare giù la barriera fisica che li separa dal mondo circostante, sperando inutilmente che cadano anche tutte le altre barriere...  io ho intitolato il film la seconda ombra perché questo personaggio mi ha profondamente colpito, guardate che sintesi perfetta di 250 anni di realtà manicomiale: "Quando medici e infermieri con la scusa di curarmi, mi torturavano, io mi rifugiavo nella mia seconda ombra, e non sentivo più niente". E cos'è la seconda ombra forse? È il destino che ogni persona non ha vissuto e non sta vivendo, mi sarebbe straordinariamente caro che le persone si chiedessero almeno una volta al mese o alla settimana, "ma io sto vivendo il destino che mi ero preconizzato e che volevo vivere?". Sarei tanto contento che i più rispondessero di sì, finora credo che le cose siano organizzate in modo tale che sia abbastanza impossibile rispondere di sì».